# Thorsten Becker (scrittore)
Thorsten Becker (Lahnstein, 4 settembre 1958) è uno scrittore tedesco.

## Biografia
Nato nel 1958 a Lahnstein, vive e lavora a Berlino.
Ha frequentato una scuola di regia teatrale a Vienna e in seguito ha studiato filosofia e teatro a Berlino prima di lavorare come direttore di scena itinerante.
Ha esordito nella narrativa nel 1985 con il romanzo L'ostaggio (Premio Grinzane 1990) e in seguito ha pubblicato saggi, poesie e testi teatrali oltre a traduzioni dal francese.

## Opere
- L'ostaggio (Die Bürgschaft, 1985), Milano, Serra e Riva, 1989 traduzione di Giovanna Cermelli ISBN 88-7798-029-X.
- Die Nase (1987)
- Schmutz (1989)
- Tagebuch der arabischen Reise (1991)
- Mitte (1994)
- Schönes Deutschland (1996)
- Der Untertan steigt auf den Zauberberg (2001)
- Die Besänftigung (2003)
- Sieger nach Punkten (2004)
- Fritz (2006)
- Das ewige Haus (2009)
- Agrippina. Senecas Trostschrift für den Muttermörder Nero (2011)

## Alcuni riconoscimenti
- Premio Grinzane Cavour per la narrativa straniera: 1990 con L'ostaggio
- FAZ-Preis für Literatur: 1990 con L'ostaggio